# Ahmed Elmohamady
Ahmed Eissa Elmohamady Abdel Fattah (árabe: أحمد المحمدي) (El-Mahalla El-Kubra, 9 de setembro de 1987) é um ex-futebolista egípcio. Atualmente é embaixador do  Aston Villa.

## Carreira
Ele iniciou sua carreira profissional no Ghazl El-Mehalla, em 2003. Atuou pela primeira vez no seu primeiro time em 2004, com 17 anos, e então mudou-se para o ENPPI em junho de 2006, apesar do forte interesse do gigante egípcio Al-Ahly.
Uma oferta do Hertha Berlin para o jogador foi recusada pelo ENPPI no verão de 2007, uma vez que o lado alemão falhou em alcançar as demandas financeiras do time egípcio. Al-Muhammadi recusou uma outra oferta do Rapid Bucharest da Romênia em 2007. 
Em 21 de outubro de 2008, os Blackburn Rovers mostraram interesse nele. Ele foi solicitado a realizar um teste de cinco dias no time inglês antes deste fazer uma oferta, informou o ENPPI em sua página oficial. Entretanto, sob o novo treinador do Blackburn Rovers, Sam Allardyce, uma equipe de delegados supostamente visitou o Egito tanto para assistir Ahmed, quanto para tentar adquirir seus serviços. Existem boatos de que o Blackburn e o ENPPI estão atualmente assinando o contrato de Al-Muhammadi, de acordo com os tablóides ingleses.
Al-Muhammadi é largamente reconhecido como uma das futuras estrelas do futebol egípcio. Ele é apelidado "Ronaldo" e "Beckham" do Oriente Médio.

## Seleção Egípcia
Ahmed Al-Muhammadi jogou algumas vezes pela seleção do Egito sub-21, e foi participante do Campeonato de Juventude Africana de 2007, na República do Congo. Ele era a estrela em ascendência do time egípcio, e um dos melhores do torneio.  Apesar de jogar em outra posição que a normal, sua performance impressionante repetidamente levou ao interesse de vários times da Europa, um deles supostamente sendo o Leatherhead FC.
Al-Muhammadi fez sua estréia pela Seleção Egípcia principal em agosto de 2007, aos 20 anos, em um amistoso contra a Costa do Marfim em Paris e jogou outros oito dos últimos nove jogos antes da Copa das Nações Africanas de 2008. Fez parte do time egípcio que competiu em Gana e que conseguiu a taça mais uma vez. Desde então, ele tem reservado seu lugar na linha de frente como um atacante ou centro-avante. Ele começou todos os seis jogos do Egito no segundo turno da qualificatória da Copa do Mundo FIFA de 2010. 

## Títulos
Seleção Egípcia
- Campeonato Africano das Nações: 2008 e 2010